# 約翰·亞歷山大
約翰·亞歷山大（John Alexander，1951年7月4日—）是一位澳洲政治人物，隸屬澳洲自由黨。自2010年開始，他是本尼朗選區選出的澳大利亞眾議院的議員。他曾經是一名網球運動員。
2017年11月11日，他因擁有英國國籍而辭去議員職務。他在放棄英國國籍後參加12月16日舉行的本尼朗選區補選並勝出，成功重返國會。